# Колібрі-сапфір золотистий
Колі́брі-сапфі́р золотистий (Hylocharis chrysura) — вид серпокрильцеподібних птахів родини колібрієвих (Trochilidae). Мешкає в Південній Америці.

## Опис

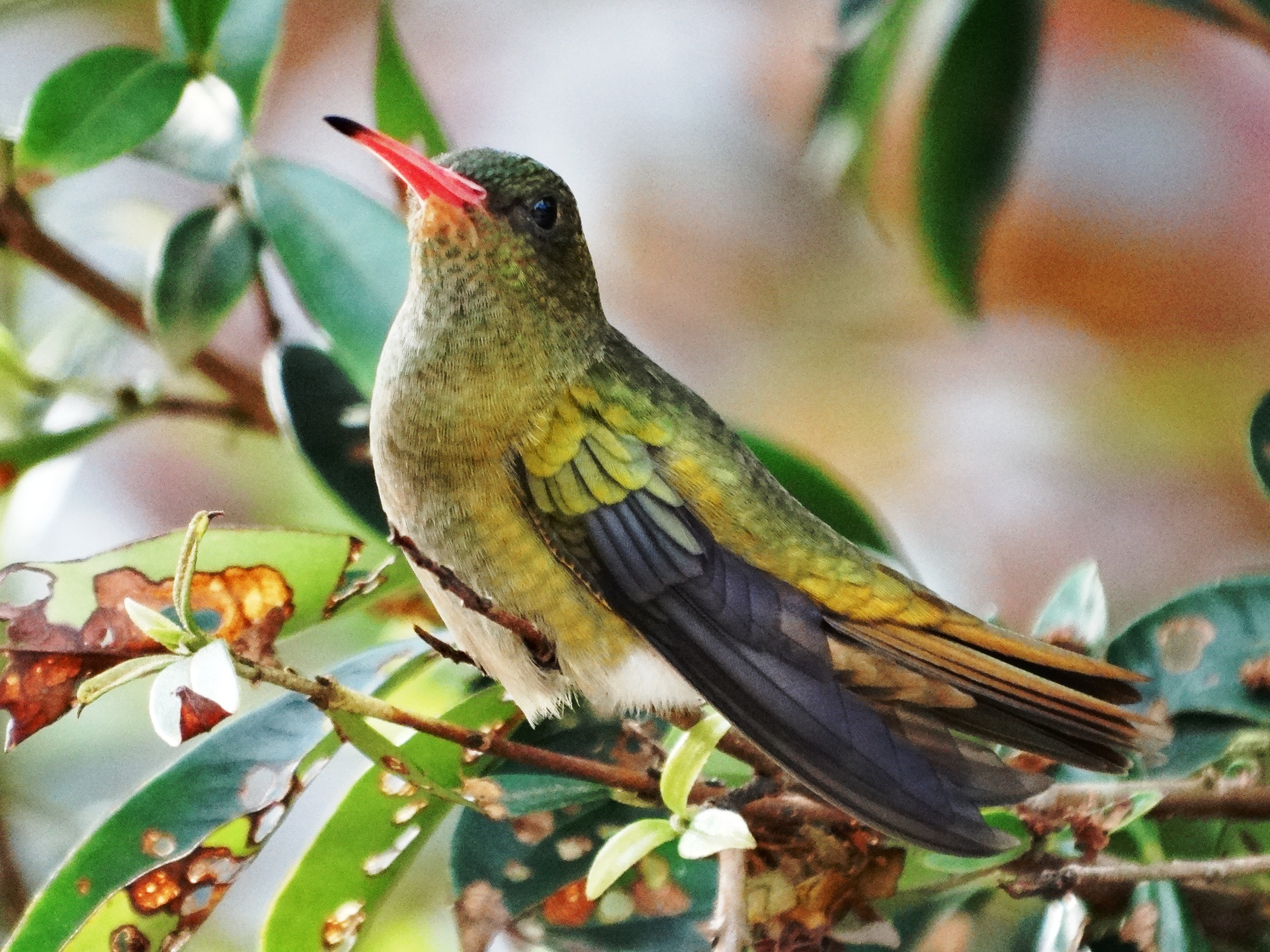
Золотистий колібрі-сапфір

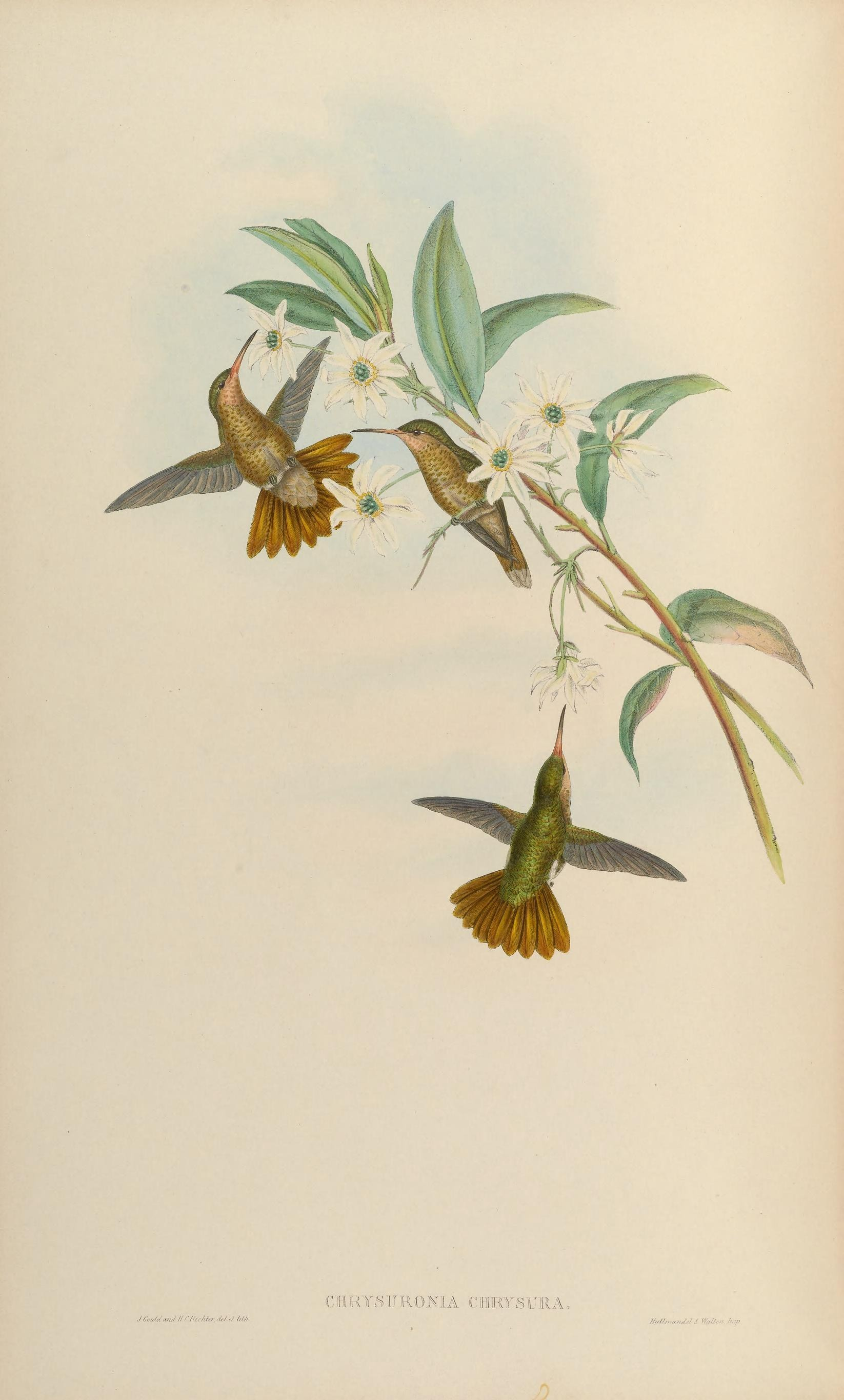
Золотисті колібрі-сапфіри

Довжина птаха становить 8-10 см, вага 4-5 г. Самці мають переважно золотисто-зелене, блискуче забарвлення, підборіддя у них блідо-руде, хвіст золотисто-бронзовий, блискучий. Самиці мають подібне забарвлення, однак дещо більш тьмяне, нижня частина живота у них сірувата. Дзьоб коралово-червоний з чорним кінчиком. У молодих птахів пера на голові мають охристі краї.

## Поширення і екологія
Золотисті колібрі-сапфіри мешкають в центральній і південно-східній Бразилії, Болівії, Парагваї, Уругваї і північній Аргентині. Вони живуть в саванах серрадо, місцями порослих деревами, на узліссях тропічних лісів, на галявинах, в садах і на плантаціях. Зустрічаються на висоті від 200 до 1000 м над рівнем моря, переважно на висоті від 400 до 800 м над рівнем моря. Живляться нектаром різноманітних місцевих і інтродукованих квітучих рослин, зокрема, Mabea fistulifera, Malvaviscus, Inga, Vochysia, Citrus, Eucalyptus, Hibiskus, Abutilon, Salbei, Odontonema, Grevillea banksii і Ceiba pubiflora, а також комахами, яких ловлять в польоті, і павуками, яких збирають з рослинності. Шукають їжу в усіх ярусах лісу.
Сезон розмноження у кактусових колібрі-сапфірів в Бразилії триває з вересня по лютий. Гніздо чашоподібне, робиться з тонких рослинних волокон і павутиння, зовні покривається лишайниками і листям, прикріплюється до горизонтальної гілки, на висоті від 4 до 6 м над землею, іноді на висоті до 10 м над землею. В кладці 2 яйця. Інкубаційний період триває 14-15 днів, пташенята покидають гніздо через 20-28 днів після вилуплення.